# Kamaszok (könyv)
A Kamaszok Koszterszitz József katolikus pap ifjúsági nevelési könyve a Horthy-korszakból.
A Kamaszok 1941-ben jelent meg a kifejezetten egyházi könyvek kiadására szakosodott Szent István Társulat kiadásában, szerzőjének neve Koszter atyaként volt feltüntetve. A vastag, több mint 400 oldalas mű a serdülőkorú magyar ifjúság számára készült – azaz nem kifejezetten szaktudományos munka. 6 fő részben tárgyalja a serdülőkorral kapcsolatos kérdéseketː
- I. Mi van a „Kamasz” név mögött – a fejlődés törvényei a természetben, a serdülőkor fogalma
- II. Az ember története – az ember életének fejlődési periódusai
- III. A virrasztó kürtje riadː vigyázz az egészségedreǃ – a serdülőkor biológiai változásai
- IV. A virrasztó kürtje riadː veszélyben a férfiǃ – a hazaszeretet és az ifjúság
- V. A virrasztó kürtje riadː veszélyben az emberteremtőǃ – a szerelem és a nemiség helyes kezelése a serdülőkorban
- VI. A virrasztó kürtje riadː vigyázz a lelkedreǃ – a vallásosság és az ifjúság

A mű nem rendelkezik reprint kiadással, ugyanakkor a közelmúlt óta elektronikusan már elérhető az UNITAS Egyházi Könyvtárak Közös Katalógusa és Információs Portálja honlapjárólː 
Tulajdonképpen a Kamaszok szülők számára készült párja a Viharzóna, folytatásának pedig a két évvel később Koszerszitz szerkesztésében megjelent, a felsőoktatásban tanuló ifjúság számára készült Nos rector... – A magyar főiskolai hallgatók könyve című mű tekinthető.